# زابل استپانیان بارتو
زابل استپانیان بارتو (انگلیسی: Zabel Stepanian-Bartev) در سنین کودکی با آموختن فوت‌وفن تلگراف از پدرش و پس‌از کار کردن در تلگراف‌خانه اصفهان (جلفا) به‌عنوان نخستین زن تلگرافچی در تاریخ ایران ثبت شد.

## زندگی‌نامه
در سال ۱۸۹۴ میلادی (۱۲۷۳ خورشیدی) در اصفهان و در یک خانواده ارمنی به دنیا آمد. در ۹ سالگی نزد پدرش حرفه تلگرافچی‌گری را آموخت. وی اولین زنی بود که به‌صورت رسمی در تلگراف‌خانه جلفای نو اصفهان  به کار پرداخت. استپانیان در سال ۱۹۸۲ (۱۳۶۱) درگذشت.